# 箇条書き
箇条書き（かじょうがき。公用文や法令では「箇条書」）は、文字による表現方法のひとつ。いくつかの項目をひとつひとつ分けて書き並べる。項目は単語であったり文であったりする。枠線を使わない表の一種。

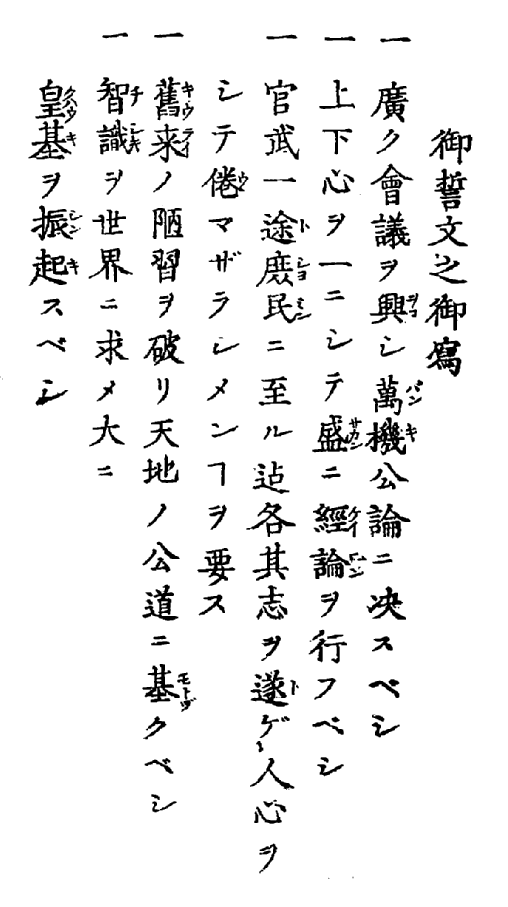
箇条書きの例（五箇条の御誓文）

項目の前に「・」（てん）など記号を書いたり数字やローマ字などで番号をふったりする場合もある。日本では全項目の前に「一」や「一、」を書く場合もある。
文章中で用いることも、単独で用いることもある。

## 概要
いくつかの項目を読みやすく（見やすく）するために箇条書きを用いる。文中にいくつもの項目を並べていくと、他の文字や記号に埋もれてしまい、項目の確認がしづらくなるからである。そこで項目ひとつひとつに1行をあてて並べる。それが箇条書きである。（項目が長めの文の場合には、用紙の1行の文字数などの制約で改行することになって、「項目ひとつひとつに1行をあてて」が破られる。詳しくは#使用上の注意を参照。）
記号などを利用する箇条書きもある。たとえば「・」や「●」「□」などの記号を項目の前に書くことで、箇条書きの部分を際立たせる事ができる。また、記号ではなく数字やローマ字などを利用すると、項目の個数がはっきりしたり項目を指摘しやすくなったりする。
箇条書きをさらに際立たせるために、他の行よりも行頭を後退させるインデントを行なったり、箇条書きの前後に行を空けたりする場合が多い。加えて、文章と異なる文字の大きさにする場合もある。
句読点は名詞（名詞句）を並べただけのものである場合は一般的に付けないことが多いが、各項目が文章の体をなしている場合は付ける。

## 歴史
箇条書きを最初に使ったのは、歴史に残る限りではガイウス・ユリウス・カエサルとされる。カエサルは、7年間のガリア地方への遠征の様子を「ガリア戦記」に書く際に、箇条書きを多用している。例えば「この城を攻める目的は三つあり、一つは……」のような表記をして、簡潔な表現を追求した。
英国の宰相ウィンストン・チャーチルも、箇条書きを多用したことで知られる。例えば、1940年に報告書の長さと多さに辟易としたチャーチルは、各部局に箇条書きを使うことを指示したメモを送った。そのメモの内容も、5か条の箇条書きにして簡潔さと分かりやすさを実践した。また、1941年にチャーチルは松岡洋右（当時の日本政府の外務大臣）に戦争を回避するための書簡を送り、内容を（外交文書としては異例の）箇条書きにして問題点を明確にし、各項目にYes/Noの答えを迫った（しかし、松岡が返信したのは具体性のない総論だけだった）。

## 使用例

### 項目だけ
項目を羅列した一つの文「元素周期表の18族（希ガス）は、ヘリウム (He) ・ネオン (Ne) ・アルゴン (Ar) ・クリプトン (Kr) ・キセノン (Xe) ・ラドン (Rn) である。」を箇条書きに直すと次のようになる。
元素周期表の18族（希ガス）は、次のとおりである。
ヘリウム (He)
ネオン (Ne)
アルゴン (Ar)
クリプトン (Kr)
キセノン (Xe)
ラドン (Rn)

### 行頭記号つき
項目の先頭に記号などを付けた例を示す。

#### ビュレット
- 平安時代
- 鎌倉時代
- 江戸時代

#### 記号
★ 集合時刻 …… 午前9時30分
★ 集合場所 …… 駅前広場の噴水前
★ 注意事項 …… 白い薔薇の花を胸に差してくること

#### 数字
1. 空気抵抗の低減
2. ダウンフォースの増加
3. 車体重量の軽減

#### アルファベット
ここでは、アルファベットを囲う括弧も付けた例を示す。
(a) 関係代名詞の非制限用法
(b) 現在完了進行形
(c) It ... that ... による強調構文

#### 片仮名
ア. 現在の日本で問題視されている少子化を食い止める方策
イ. 少子化がこのまま続いていったときに想定される社会状況
ウ. 人口減少時の歳入の減少と歳出の減少との相殺

### 箇条書きの階層
箇条書きの行頭記号による階層の付け方は、公用文作成の要領に例が挙げられている。ただし、公用文以外のほとんどの文書は、その例に準じていない。公用文でも、準じていないものもある。

### その他
字数や紙面の制約によって、一つの文中に箇条書きのような書き方をすることがある。
コンピューターは▼演算装置▼記憶装置▼入力装置▼出力装置の4つで構成されている。
ビスケットの主な材料は、(1)小麦粉、(2)牛乳、(3)ショートニング、(4)バター、(5)砂糖である。

## 使用上の注意
項目が多くなりすぎると項目同士の関係がぼやけてきて、読みやすさ（見やすさ）が損なわれる。項目がある程度の個数になったら、項目を分類して箇条書きをいくつかに分けるか、枠線を使って表にするかでまとまりが良くなる。また、項目を文にした場合に文がある程度の長さになったら、それぞれの項目を段落として文章にするのが良い。ただし、項目数にしても項目長にしても明確な限界値があるわけではない。